# James Cameron (activista)
James Cameron (25 de febrero de 1914 – 11 de junio de 2006) fue un activista estadounidense por los derechos civiles. En la década de 1940, fundó tres capítulos de la Asociación Nacional para el Progreso de las Personas de Color (NAACP, en sus siglas en inglés) en Indiana. También se desempeñó como Director Estatal de Indiana de la Oficina de Libertades Civiles entre 1942 y 1950. 
En la década de 1950 se mudó con su familia a Milwaukee (Wisconsin), donde prosiguió su activismo y comenzó a hablar sobre la historia afroamericana. En 1988 fundó en Milwaukee el Museo del Holocausto Negro de los Estados Unidos, dedicado a la historia de los afroestadounidenses desde la esclavitud hasta el presente. 
Cameron sobrevivió a un intento de linchamiento que tuvo lugar cuando tenía 16 años, siendo sospechoso de un caso de robo y asesinato en Marion (Indiana). La multitud asesinó y colgó a dos adolescentes mayores que él.

## Juventud y educación
Cameron nació el 25 de febrero de 1914 en La Crosse (Wisconsin), hijo de James Herbert Cameron y Vera Carter. Después de que su padre abandonara a la familia, madre e hijo se mudaron a Birmingham (Alabama), y luego a Marion (Indiana). Cuando James tenía 14 años, su madre se volvió a casar. 

## Detención e intento de linchamiento
En agosto de 1930, cuando Cameron tenía 16 años, había salido con dos amigos también adolescentes afroamericanos, Thomas Shipp y Abram Smith, de 18 y 19 años, respectivamente. Intentaron robar a un joven blanco, Claude Deeter, y lo mataron. Su novia Mary Ball, que estaba con él, acusó a los jóvenes de haberla violado. Cameron alegó que había huido antes de la muerte del hombre. Los tres jóvenes fueron rápidamente detenidos y acusados la misma noche de robo, asesinato y violación. (El cargo de violación se retiró más tarde, ya que Ball se retractó.) 
Una turba de linchadores irrumpió en la cárcel donde estaban detenidos Cameron y sus dos amigos. Según el relato de Cameron, se congregó una turba de 2000 o 5000 personas en la plaza del juzgado del condado de Grant y sacó a los tres jóvenes de la cárcel. La multitud asesinó en primer lugar a los dos mayores y los colgó de sendos árboles en la plaza. Los linchadores también propinaron una paliza a Cameron y le pusieron una soga alrededor del cuello para ahorcarlo. Sin embargo, antes de consumarse el ahorcamiento, intervino la voz de una mujer no identificada, conminándolos a parar ya que, según sus palabras, Cameron no había matado ni violado a nadie. También intervino Frank Faunce, un jugador de fútbol americano local, que retiró la soga del cuello de Cameron, diciendo que merecía un juicio justo. Faunce escoltó al joven de vuelta a la cárcel. El cuello de Cameron quedó marcado por la soga.[cita requerida]
Flossie Bailey, activista de la NAACP, y el fiscal general del Estado trabajaron para obtener acusaciones contra los responsables de los linchamientos, pero no tuvieron éxito. Nunca se acusó a nadie de los asesinatos de Shipp y Smith, ni de la agresión contra Cameron.
Cameron fue condenado en el juicio en 1931 como cómplice antes del hecho del asesinato de Deeter, y cumplió cuatro años de condena en una prisión estatal. Después de recibir la libertad condicional, se mudó a Detroit (Míchigan), donde trabajó en Stroh Brewery Company y estudió en la Universidad Estatal Wayne.
En 1991, Cameron fue indultado por el estado de Indiana.

## Trayectoria
Cameron estudió en la Universidad Estatal Wayne para ser ingeniero de calderas y ejerció esta profesión hasta los 65 años. También aprovechó para formarse en materia de linchamientos, raza y derechos civiles en Estados Unidos, así como para difundir sus conocimientos. 
Debido a su experiencia personal, Cameron dedicó su vida a promover los derechos civiles, la unidad racial y la igualdad. A lo largo de los años 1940, trabajó en varios puestos en Indiana, y también fundó tres capítulos de la Asociación Nacional para el Progreso de las Personas de Color (NAACP). Este fue un período en el que el Ku Klux Klan todavía estaba activo en el Medio Oeste, aunque sus números habían disminuido desde su pico en la década de 1920. Cameron fundó y presidió el capítulo de la NAACP del condado de Madison en Anderson (Indiana).
También se desempeñó como Director de Libertades Civiles del Estado de Indiana de 1942 a 1950. Desde este puesto, Cameron informó al gobernador de Indiana, Henry Schricker, de las violaciones de las leyes antidiscriminación diseñadas para terminar con la segregación. Durante su mandato de ocho años, Cameron investigó más de 25 incidentes de infracciones de los derechos civiles. Recibió amenazas de violencia y muerte debido a su trabajo. 

## Activismo por los derechos civiles

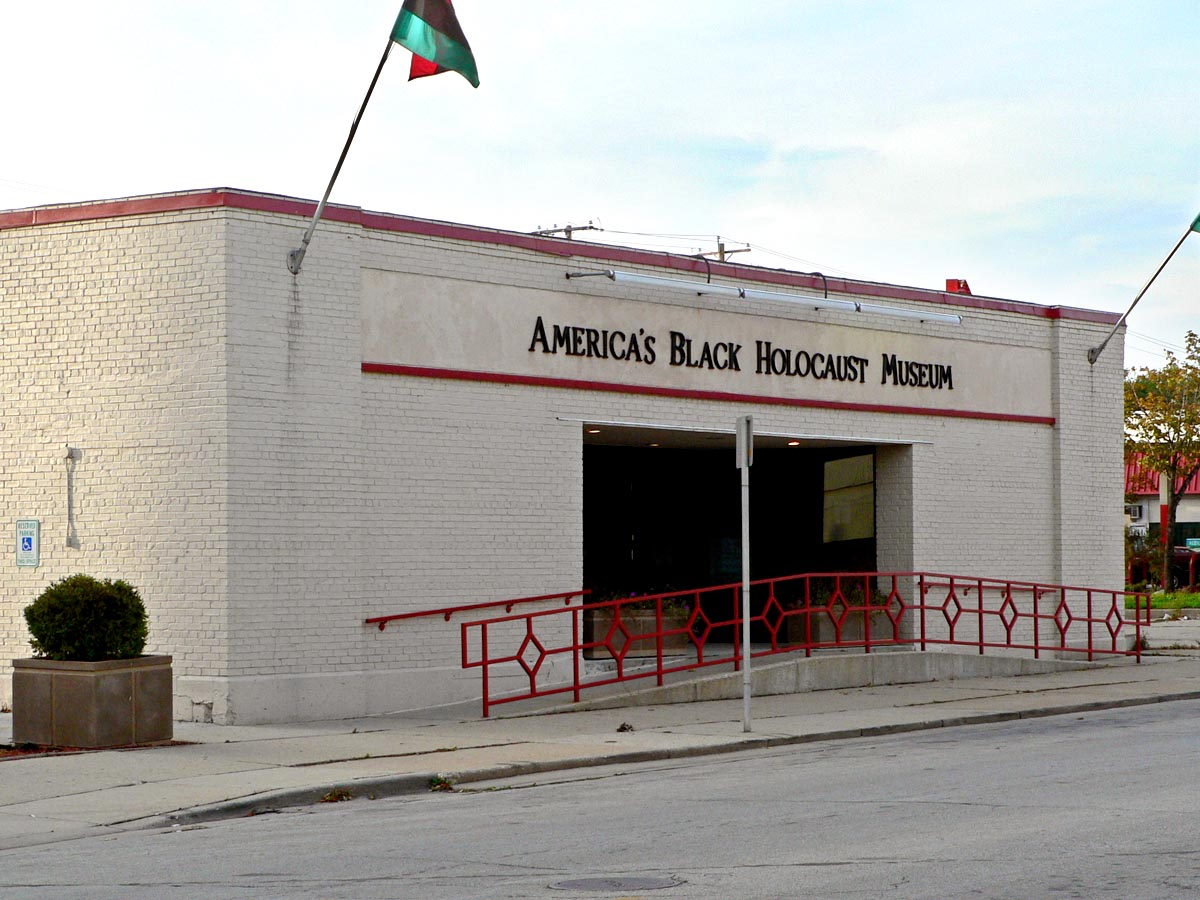
Museo del Holocausto Negro de los Estados Unidos

A principios de la década de 1950, el desgaste emocional producido por las amenazas condujo a Cameron a buscar un hogar más seguro para su esposa y sus cinco hijos. Aunque habían pensado en mudarse a Canadá, se decidieron por Milwaukee cuando él encontró trabajo allí. Cameron siguió trabajando por los derechos civiles, participando en las protestas para terminar con la segregación residencial en la ciudad. También participó en las dos grandes manifestaciones en Washington en los años 1960, la primera con Martin Luther King, Jr., y la segunda con Coretta (la viuda de King) y Jesse Jackson. 
Cameron estudió historia por su cuenta y dio conferencias sobre la experiencia afroestadounidense. De 1955 a 1989 publicó cientos de artículos y folletos que detallaban los derechos civiles y los casos de injusticias raciales, como What is Equality in American Life? («¿Qué es la igualdad en la vida estadounidense?»); The Lingering Problem of Reconstruction in American Life: Black Suffrage («El problema persistente de la reconstrucción en la vida estadounidense: el sufragio negro») y The Second Civil Rights Bill («El segundo proyecto de ley de derechos civiles»). En 1982 publicó sus memorias, A Time of Terror: A Survivor's Story («Un tiempo de terror: la historia de un superviviente»). 
Después de inspirarse en una visita con su esposa al monumento conmemorativo de Yad Vashem en Israel, Cameron fundó el Museo del Holocausto Negro de los Estados Unidos en 1988. Utilizó material de sus colecciones para documentar la lucha de los afroestadounidense en los Estados Unidos, desde la esclavitud hasta los linchamientos y el movimiento por los derechos civiles del siglo XX. Cuando comenzó a coleccionar material sobre la esclavitud, lo mantuvo en su sótano. Trabajó con otros para generar apoyo para el museo, y contó con la ayuda del filántropo Daniel Bader.
El museo se convirtió en uno de los museos afroestadounidenses más grandes del país.[cita requerida] En 2008, el museo cerró debido a problemas financieros. Reabrió en el cumpleaños de Cameron, el 25 de febrero de 2012, como un museo virtual.

## Vida personal
Cameron tuvo cinco hijos con su esposa, Virginia Hamilton. Murió el 11 de junio de 2006, a la edad de 92 años, de insuficiencia cardíaca congestiva. Está enterrado en el cementerio de Holy Cross en Milwaukee. Dos hijos, David y James, murieron antes que él. Le sobreviven su esposa Virginia, sus tres hijos restantes (Virgil, Walter y Dolores Cameron) y numerosos nietos y bisnietos. 

## Legado y reconocimientos
- Wisconsin Public Television produjo un documental titulado A Lynching in Marion.[6]
- Cameron recibió la llave de la ciudad de Marion (Indiana).
- En 1999, Cameron recibió un doctorado honorario por la Universidad de Wisconsin-Milwaukee.[7]
- Milwaukee agregó su nombre a cuatro cuadras de West North Avenue, desde North King Drive hasta North 7th Street.[8]

## Trabajos publicados
- Cameron, James. A Time of Terror: A Survivor's Story, autoeditado, 1982; reimpreso Black Classics Press, 1994.